# Barbara Ann Scott
Barbara Ann Scott (Ottawa, Ontario; 9 de mayo de 1928 - Isla de Amelia, Florida; 30 de septiembre de 2012) fue una patinadora sobre hielo canadiense y campeona olímpica en 1948.
Barbara comenzó a patinar siendo muy joven. Tenía once años cuando ganó su primer campeonato nacional junior en Canadá. 
Dos años más tarde, en 1942, se convirtió en la primera mujer que realizó un doble lutz en una competición.
Entre 1945 y 1948, ganó el campeonato de patinaje de Norteamérica. En 1947, se convirtió en la primera persona de Norteamérica en ganar los campeonatos europeo y mundial de patinaje artístico, convirtiéndose con ello en una heroína nacional en Canadá.
Tras estas victorias, su pueblo natal de Ottawa le entregó un automóvil que ella rechazó para poder mantener su estatus de amateur y poder así competir en los Juegos Olímpicos de Invierno de 1948 en Saint Moritz, Suiza. En estos juegos de invierno se convirtió también en la primera canadiense en ganar la medalla de oro de patinaje artístico.
Recibió el trofeo Lou Marsh como la mejor atleta canadiense de los años 1945, 1947 y 1948. Desde 1948 figura en el Canadian Olympic Hall of Fame (museo de los atletas olímpicos famosos de Canadá); en 1955 se la incluyó en el Canada's Sports Hall of Fame (museo de los deportistas famosos de Canadá); y en 1991 en el Canadian Figure Skating Hall of Fame (museo canadiense de patinadores artísticos famosos).
Barbara Ann Scott inició una carrera como patinadora profesional, actuando con el Hollywood Ice Revue en Chicago, donde conoció al publicista Tom King, con quien se casó en 1955. En 1991 se la condecoró con la Orden de Canadá, y en 1998 fue incluida en el "Paseo de la fama de Canadá".